# Sowremennik

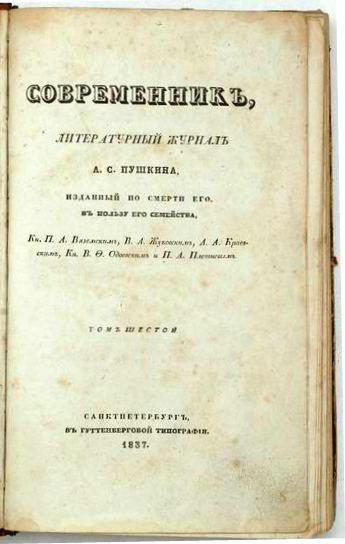
Sowremennik (1837)

Sowremennik (russisch Современник, wörtlich: Der Zeitgenosse) war ein von Alexander Sergejewitsch Puschkin gegründetes russisches literarisches, soziales und politisches Magazin, das von 1836 bis 1866 in Sankt Petersburg publiziert wurde. Nach dem Tode Puschkins wurde es zunächst von dessen Freund und Herausgeber Pletnew weitergeführt, erlangte Bedeutung allerdings erst mit der Übernahme durch Nikolai Nekrassow und Iwan Panajew im Jahr 1846. Wichtig als Organ der Literaturkritik, wurde es besonders seit Tschernyschewskis Eintritt in die Redaktion 1856 zur Plattform der Auseinandersetzungen zwischen Liberalen wie Iwan Sergejewitsch Turgenew und revolutionären Demokraten. 1866 wurde die Zeitschrift im Zuge von Regierungsmaßnahmen nach Karakosows fehlgeschlagenem Attentat auf Zar Alexander II. verboten.
Von 1836 bis 1843 gab es vier Ausgaben pro Jahr, danach erschien die Zeitschrift monatlich. An Inhalten versammelte es unter anderem Poesie, Prosa, historische, ethnographische und gesellschaftskritische Texte, darunter auch Übersetzungen außerrussischer Werke.
Unter den Autoren waren Dostojewski, Dmitri Wassiljewitsch Grigorowitsch, Iwan Iwanowitsch Panajew, Iwan Gontscharow, Alexander Herzen und Nikolai Platonowitsch Ogarjow.

## Digitale Ausgabe
Die 113 Bände des Sowremennik sind mit Ausnahme von Band 88.1861 digitalisiert verfügbar.